# Lőrincvágása
Lőrincvágása (1899-ig Vavrinecz, szlovákul: Vavrinec) község Szlovákiában, az Eperjesi kerületben, a Varannói járásban.

## Fekvése
Tapolyhanusfalvától 8 km-re keletre, a Tapoly és az Ondava között fekszik.

## Története
1363-ban említik először.
A 18. század végén Vályi András így ír róla: „VAGRINECZ. Orosz falu Sáros Várm. földes Ura Gr. Szirmay Uraság; határja ollyan, mint Semetkóczé.”
Fényes Elek 1851-ben kiadott geográfiai szótárában így ír a faluról: „Vavrincz, Zemplén vmegyében, orosz falu, Hanusfalva fil., 5 rom., 174 g. kath. lak. 561 h. szántóföld. F. u. Bánó. Ut. p. Eperjes.”
A trianoni diktátumig Sáros vármegye Girálti járásához tartozott.

## Népessége
| Év:            | 1994. | 2004.    | 2014.   | 2024.   |
| -------------- | ----- | -------- | ------- | ------- |
| Emberek száma: | 81    | 63       | 60      | 59      |
| Eltérés:       |       | -22,22 % | -4,76 % | -1,66 % |

| Év:            | 2023. | 2024.   |
| -------------- | ----- | ------- |
| Emberek száma: | 61    | 59      |
| Eltérés:       |       | -3,27 % |

1910-ben 115, túlnyomórészt ruszin lakosa volt.
2001-ben 68 szlovák lakosa volt.
2011-ben 63 lakosából 62 szlovák.